# Tudo Bem
Pour plus de détails, voir Fiche technique et Distribution.
Tudo Bem est un film brésilien réalisé par Arnaldo Jabor, sorti en 1978.
En novembre 2015, le film est inclus dans la liste établie par l'Association brésilienne des critiques de cinéma (Abraccine) des 100 meilleurs films brésiliens de tous les temps.

## Fiche technique
- Titre français : Tudo Bem
- Réalisation : Arnaldo Jabor
- Scénario : Arnaldo Jabor et Leopoldo Serran
- Pays d'origine : Brésil
- Format : Couleurs - 35 mm
- Genre : comédie
- Durée : 111 minutes
- Date de sortie : 1978

## Distribution
- Fernanda Montenegro : Elvira Barata
- Paulo Gracindo : Juarez Ramos Barata
- Maria Sílvia : apparition de Fátima
- Zezé Motta : Zezé
- Stênio Garcia : travailleur
- José Dumont : Piauí
- Anselmo Vasconcelos : travailleur
- Regina Casé : Vera Lúcia
- Luiz Fernando Guimarães : José Roberto
- Fernando Torres : Giacometti
- Luiz Linhares : Pedro Penteado
- Jorge Loredo : ami de Juarez
- Paulo César Peréio : Bill Thompson